# Касталија (Охајо)
Касталија (енгл. Castalia) град је у америчкој савезној држави Охајо.

## Демографија
По попису из 2010. године број становника је 852, што је 83 (-8,9%) становника мање него 2000. године.
| Група             | 2000.       | 2010.       |
| Белци             | 885 (94,7%) | 813 (95,4%) |
| Афроамериканци    | 9 (1,0%)    | 1 (0,1%)    |
| Азијати           | 0 (0,0%)    | 1 (0,1%)    |
| Хиспаноамериканци | 31 (3,3%)   | 28 (3,3%)   |
| Укупно            | 935         | 852         |